# Qalorujoorneq

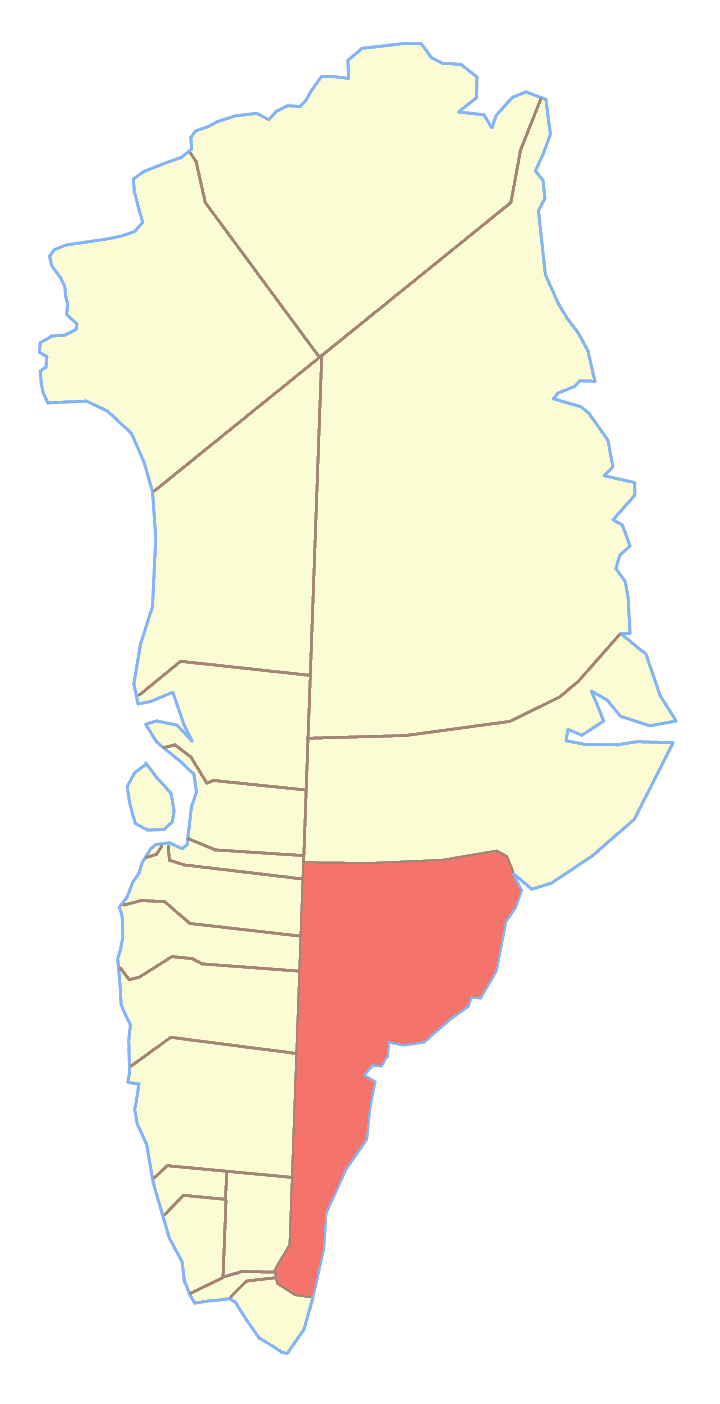
Ex comune di Ammassalik, dove si trovava il Qalorujoorneq

Il Qalorujoorneq è una montagna della Groenlandia di 676 m. Si trova a 65°34'N 37°05'O; appartiene al comune di Sermersooq.